# Użyteczność publiczna
Użyteczność publiczna – zadania, których cel stanowi: "bieżące i nieprzerwane zaspokajanie zbiorowych potrzeb ludności w drodze świadczenia usług powszechnie dostępnych" (ustawa o gospodarce komunalnej). Poza sferą użyteczności publicznej gmina nie może prowadzić działalności w formach przewidzianych przez ustawę o finansach publicznych. W tym przypadku gospodarka komunalna może być prowadzona w formie spółki prawa handlowego.